# Osogbo
Osogbo  (también Oṣogbo , y a veces Oshogbo) es la ciudad capital del estado de Osun, Nigeria. En la ciudad de Osogbo se encuentra la sede del gobierno de la zona de Osogbo  y del gobierno de la zona de Olorunda. Se encuentra a 88 km al noreste de Ibadan, y a unos 100 km al sur de Ilorin y a unos 115 km al noroeste de Akure; Osogbo limita con Ikirun, Ilesa, Ede, Egbedore e Iragbiji y por su posición central es fácilmente accesible desde cualquier parte del estado. La ciudad cuenta con una población de 157 000 habitantes (2006).

## Infraestructura y demografía

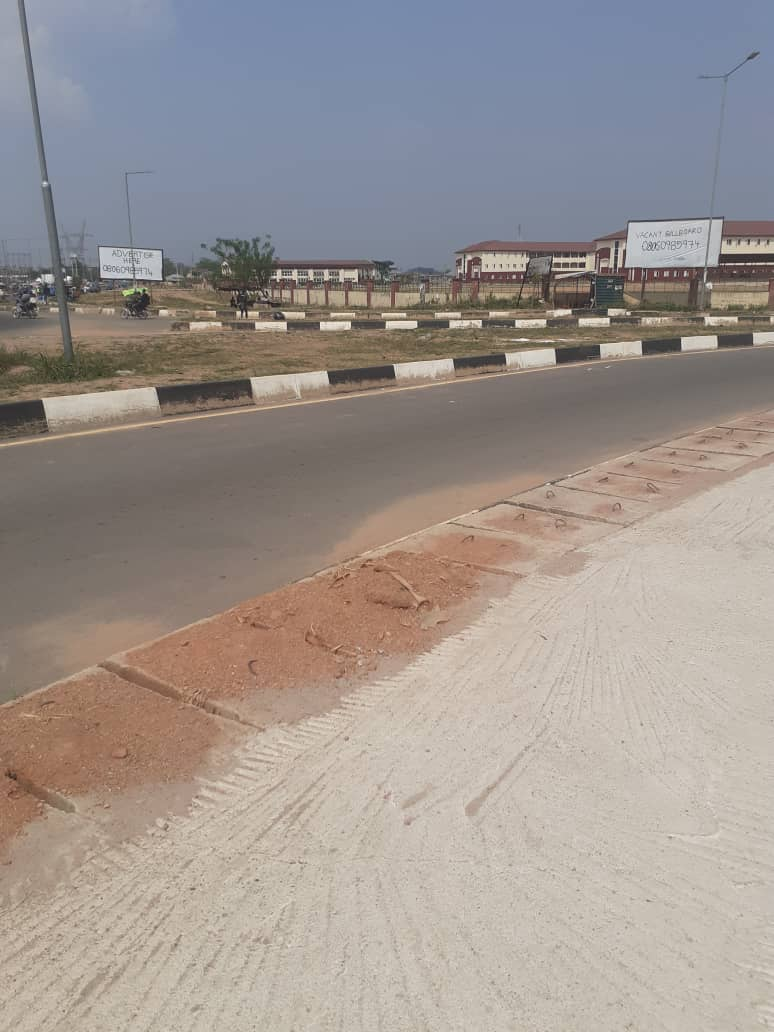
Una imagen que muestra la antigua carretera del estadio Osogbo, estado de Kwara.

Osogbo se encuentra sobre la vía férrea que une Lagos con Kano. Se destacan las edificaciones de la Escuela de Arte de Oshogbo y el Mercado Oja Oba, que antiguamente era el palacio de los Obas (gobernantes locales), el cual se encuentra cerca de la Gran Mezquita de Osogbo.
Osogbo es un centro comercial de la región agrícola vecina, donde se destaca el cultivo de ñame, cassava, granos, tabaco y algodón; existiendo en la zona una industria textil que produce telas de algodón. 
La mayor parte de la población pertenece a la etnia Yoruba. En 1988, la ocupación principal del 27% de la población era la agricultura y cría de animales; el 8% eran comerciantes, y el 30% eran maestros y personal administrativo de organismos públicos.

## Cultura

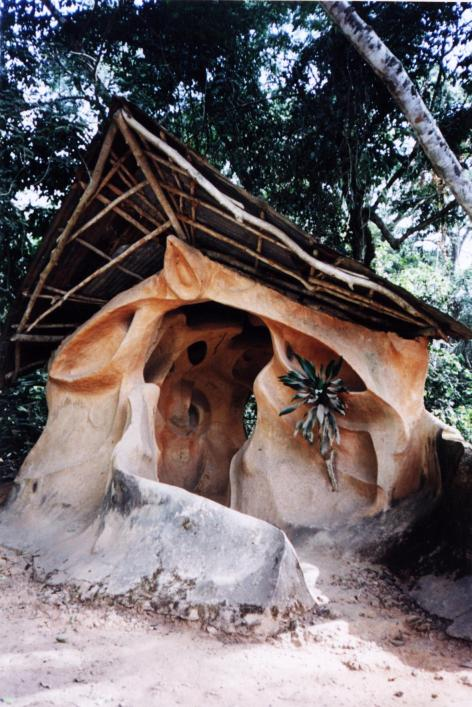
Uno de los 40 altares dedicados a Ọṣun (la diosa Yoruba del amor) en el Bosque sagrado de Osun-Osogbo.

Osogbo, a veces denominado "Ilu Aro" (ciudad del teñido), es un importante centro de teñido. Luego de la independencia, varias industrias se desarrollaron en la ciudad, destacándose pequeñas fábricas  textiles, de esponjas y de lápices. En la década de 1970 el gobierno de Nigeria impulsó el desarrollo industrial de la ciudad. Osogbo es también la cuna del actor y dramaturgo Duro Ladipo y del estudioso musulmán Sheikh Adelabu.
En Osogbo se organiza el festival anual Osun-Osogbo a la vera del río Osun. El festival se tiene como epicentro el bosque sagrado de la diosa del río Ọsun, el cual ha sido declarado Patrimonio de la Humanidad por UNESCO.

## Historia
Según la tradición, en Ipole Omu, siete gobernantes reinaron antes de Olarooye:
- Adefokanbale
- Aikanya
- Ogbogba
- Saso
- Luberin
- Laege – (Alias Adetuturinrin) padre de Lajomo y Larooye
- Lajomo
- Olarooye

Durante el reinado de Oba Olarooye en Ipole, las condiciones de vida se tornaron muy difíciles a causa de una serie sucesiva de temporadas de sequía. Estas sequías hicieron que el pueblo Ipole se sintiera miserable ante las pérdidas de sus cultivos, animales domésticos y miembros de la comunidad. El Oba Olarooye se preocupó mucho por la situación que enfrentaba Ipole Omu, y pensó una estrategia para resolver el problema. Para ello le ordenó al jefe de los cazadores en Ipole-in que se llamaba Timehin y a su grupo que partieran en una expedición para buscar un sitio con mejores pasturas. Timehin y otros cazadores aceptaron el desafío y partieron en búsqueda de algún lugar más conveniente para establecerse. La expedición descubrió el río Osun.
Según la tradición Yoruba muchas personas que huyeron de la invasión Fulani también se asentaron en Osogbo luego de la caída del antiguo Oyo. Este proceso migratorio desde otros asentamientos produjo un aumento considerable de la población de Osogbo.
Debido a la necesidad de tener un sitio más amplio, que un bosque, y con una ubicación más céntrica, Larooye y su pueblo abandonaron su asentamiento, incluido el mercado y se desplazaron a Ode-Osogbo. En Ode-Osogbo, Larooye construyó su nuevo palacio en lo que hoy es Idi-Osun mientras que Timehin construyó el altar Ogun hoy denominado Idi-Ogun. Desde entonces Osogbo ha sido un centro económico destacado.

## Lista de Ataojas (reyes tradicionales)
El Ataoja de Osogbo es el gobernante tradicional, a quien se le da el título de oba.
La siguiente lista indica los Ataojas de Osogbo, con las fechas de su reinado:
- Oba Larooye Gbadewolu d. 1760
- Oba Sogbodede d. 1780
- Aina Serebu 1780-1810
- Abogbe (como Regente, reinó pero no se le confirió el título de Ataoja) 1810-1812
- Obodegbewale (como Regente) 1812-1815
- Oba Lahanmi Oyipi 1815-1840
- Oba Ojo Adio Okege 1840-1854
- Oba Oladejobi Oladele Matanmi I 1854-1864
- Oba Fabode.Durosinmi Ogunnike 1864-1891
- Oba Bamigbola Alao 1891-1893
- Oba Ajayi Olosunde Oyetona 1893-1903
- Oba Atanda Olukeye Olugbeja Matanmi II 1903-1917
- Oba Kofoworola Ajadi Latona I 1918-1920
- Oba Alabi Kolawole 1920-1933
- Oba Samuel Oyedokun Latona II 1933-1943
- Oba Samuel Adeleye Adenle I 1944-1975
- Oba Iyiola Oyewale Matanmi III 1976-2010
- Oba Jimoh Abidemi Olaonipekun Oyetunji Larooye II 2010 -